# Qatar SC
Qatar Sports Club – klub piłkarski z Kataru, grający obecnie w Q-League, mający siedzibę w mieście Doha. Jest sześciokrotnym mistrzem kraju i trzykrotnym zdobywcą tamtejszego pucharu. Domowe mecze rozgrywa na stadionie Qatar SC Stadium, czwartym pod względem wielkości w kraju, mogącym pomieścić 19 tysięcy widzów.

## Sukcesy
- Mistrzostwo Kataru: 6

1967, 1968, 1969, 1973, 1977, 2003
- Wicemistrzostwo Kataru: 3

2001, 2004, 2006
- Puchar Kataru: 3

1974, 1976, 2001
- Finalista Pucharu Kataru: 3

1981, 1989, 2004
- Qatar Crown Prince Cup: 2

2002, 2004
- Qatar Sheikh Jassem Cup: 4

1983, 1984, 1987, 1995

## Skład
| Nr | Poz. | Piłkarz             |
| -- | ---- | ------------------- |
| 1  | BR   | Mohammed Mubarak    |
| 2  | OB   | Yousef Yaakoub      |
| 4  | OB   | Medhat Mustafa Mido |
| 5  | OB   | Talal El Karkouri   |
| 6  | NA   | Abdulla Al Diani    |
| 7  | PO   | Mohamed Omar        |
| 8  | NA   | Marcinho            |
| 9  | NA   | Adel Jaddouh        |
| 10 | NA   | Alaziz Al-Thaheri   |
| 12 | OB   | Abdulrashid Nahnek  |
| 13 | OB   | Khaled Al-Kahtani   |
| 16 | OB   | Khaled Goberty      |
| 20 | PO   | Youssef Safri       |

| Nr | Poz. | Piłkarz                   |
| -- | ---- | ------------------------- |
| 21 | BR   | Husain Al-Roumihi         |
| 22 | BR   | Ahmad Khalil              |
| 23 | NA   | Sebastián Soria           |
| 24 | PO   | Qusay Munir               |
| 26 | OB   | Al-Rahman Saleh           |
| 27 | OB   | Khaled Al Zakiba          |
| 28 | PO   | Faisal Almehsen           |
| 29 | PO   | Abdulla Hassan Al Shamlan |
| 31 | OB   | Abdulrahman Saleh         |
| 42 | PO   | Abdullah Al-Kawari        |
| 50 | OB   | Tarek Abd Alaziz          |
| -  | PO   | Mubarak Al-Beloushi       |